# Helmut Sturm (Biologe)
Helmut Sturm (* 15. Mai 1929 in Heidesheim am Rhein; † 1. Januar 2015) war ein deutscher Zoologe und Hochschullehrer. Er beschrieb Dutzende neue Arten der weltweit verbreiteten Archaeognatha und gehörte international zu den wenigen Experten auf diesem Gebiet.

## Leben und Werk
Sturm studierte nach der Reifeprüfung 1948 in Mainz Biologie, Physik und Chemie mit dem Abschluss 1. Staatsexamen. 1954 promovierte er mit dem Thema: Beiträge zur Ethologie einiger mitteldeutscher Machiliden. Die Arbeit erschien 1955 in der Zeitschrift für Tierpsychologie. Von 1954 bis 1957 war er Stipendiat der Deutschen Forschungsgemeinschaft. Nach dem Referendariat in Bingen und Bad Kreuznach legte er 1959 das 2. Staatsexamen ab und war anschließend Assessor des Lehramts in Idar-Oberstein. Von 1960 bis 1963 lehrte er als Dozent an der PH Oldenburg und folgte danach bis 1967 einem Ruf als Dozent an die PH Koblenz. Von 1967 bis 1969 lehrte er in Vertretung einer Professur an der National-Universität in Bogotá, Kolumbien. 1970 wurde er als Professor für das Fach Biologie an die PHN-Abteilung Hildesheim berufen, wo er bis zu seiner Emeritierung 1994 forschte und lehrte. Er baute dort das Fach Biologie sowohl personell wie sachlich aus. Mit der Zentralstelle für Weiterbildung der Universität Hildesheim gründete er ein Kontaktstudium Ökologie für interessierte Lehrer. Viel Zeit für eigenes wissenschaftliches Arbeiten blieb in den ersten Jahren der Tätigkeit in Hildesheim nicht, was sich darin zeigt, dass die Zahl seiner wissenschaftlichen Veröffentlichungen erst in den Jahren vor und nach seiner Emeritierung stark anstieg. Seine Veröffentlichungen betreffen ethologische Aspekte, morphologische Beschreibungen, die Entwicklung, die Systematik und einige Nachbestimmungen, die Ökologie und Evolution der Machilidae. Er beschrieb neue Arten aus Australien, Kolumbien, dem Krakatau-Archipel (Indonesien), Nepal, Nordamerika, Mexiko, der Dominikanischen Inselwelt (hier fossile Funde) und vom Sokotra-Archipel. Neben den Machiliden fand er weitere neue Arten, z. B. eine flugunfähige Neuroptera-Art und Polylobus-Arten im Páramo-Gebiet der Anden. Seit seinem ersten Aufenthalt in Kolumbien beschäftigte er sich wissenschaftlich mit der Páramo-Region in den Anden, wo ihn von der Bodenbeschaffenheit über das Klima die Flora und Fauna des Gebietes, auch die Seen und Flüsse, und nicht zuletzt der menschliche Einfluss auf dieses Gebiet interessierte. 1985 erschien zusammen mit Orlando Rangel auf Spanisch sein Buch „Ecologia de los páramos andinos – una vision preliminar integrada“. Das Werk bekam 1985 den Preis des Kolumbianischen Concurso Nacional für Forschungen zum Schutz der Natur und Umwelt. 1998 erschien „The Ecology of the Páramo Region in Tropical High Mountains“ im Franz Becker Verlag Hildesheim, in dem die Páramo-Regionen Ostafrikas und Malaysias verglichen werden.

## Schriften (Auswahl)
- Beiträge zur Ethologie einiger mitteldeutscher Machiliden aus: Zeitschrift für Tierpsychologie; Bd. 12, 3, Parey Verlag, 1955
- Tiere leicht bestimmt: Ein Bestimmungsbuch einheimischer Tiere, ihrer Spuren und Stimmen, Bonn, Dümmler, 1977, ISBN 3427330613
- Dümmlers Bestimmungsbücher 2. Pflanzen leicht bestimmt, Dümmler Verlag, 1993, ISBN 9783427330721
- Sturm, Helmut, Uni Hildesheim; Machida, Ryuichiro, Uni Tsukuba / Japan: Archaeognatha, Handbuch der Biologie Band 37/IV, Berlin, New York, 2001 (Englisch).